# Сухенко Максим Миколайович
Макси́м Микола́йович Сухе́нко — старший солдат Збройних сил України.
Від 11 червня 2014 року по 10 червня 2015-го проходив службу в 25-му батальйоні «Київська Русь».

## Нагороди
За особисту мужність і героїзм, виявлені у захисті державного суверенітету та територіальної цілісності України, вірність військовій присязі під час російсько-української війни
- нагороджений орденом «За мужність» III ступеня (26.2.2015).